# Samy Deluxe
Samy Deluxe, de son vrai nom Samuel Sorge, né le 19 décembre 1977 à Hambourg, est un rappeur allemand. En 2015, Samy Deluxe compte plus d'un million d'exemplaires vendus.

## Biographie

### Enfance
Samy Deluxe est né le 19 décembre 1977, et a grandi dans la famille de sa mère, puisque son père, d'origine soudanaise, quitte l'Allemagne quand Samy a tout juste deux ans. Peu de temps après, sa demi-sœur naît. Après avoir vécu pendant de nombreuses années à Barmbek, ils déménagent ensuite à Hambourg-Eppendorf, un quartier bourgeois de Hambourg. Tous ces événements sont pour lui l'une de ses sources d'inspiration pour l'écriture de ses textes. Face à ce contraste - le fait de ne pas être issu d'un milieu aisé - et ses problèmes permanents à l'école avec des enseignants, auxquels il désobéissait souvent, il cherchait un moyen d'être libre et de pouvoir s'exprimer loin de l'école. Il ne tardera pas à découvrir la musique.

### Débuts

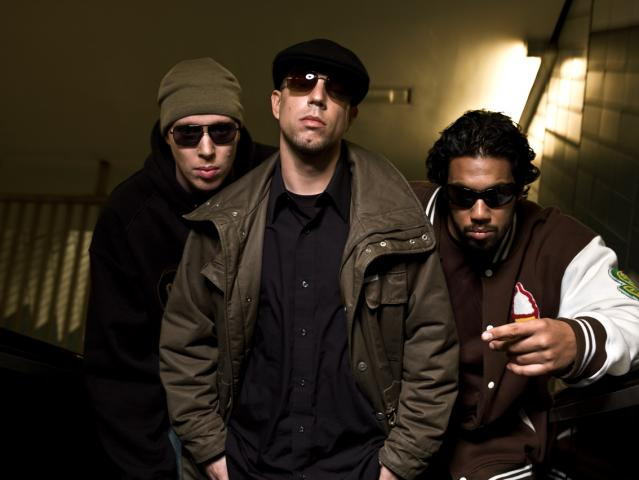
Dynamite Deluxe.

Au début de sa carrière Samy Deluxe débute en rappant en anglais avant de passer à l'allemand. Il commence sa première expérience en tant que membre du groupe hip-hop allemand No Nonsens,. Il se produit sur de petites scènes de Hambourg. Après plusieurs apparitions dans toute l'Allemagne pour qu'il se fasse encore plus connaître et augmenter sa notoriété, en 1997 son partenaire Eißfeldt (alias Jan Delay) de Absolute Beginner, fonde le label underground Eimsbush qui devient rapidement un véritable label indépendant, produisant de nouveaux artistes. De ce fait, sous ce label d'innombrables artistes de Hambourg ont collaboré en sortant un total de 16 mixtapes. 
La même année, Samy Deluxe forme un groupe avec DJ Dynamite et Tropf s'appelant : Dynamite Deluxe, avec qui il réalise de nombreux concerts. La première mixtape, Dynamite Deluxe Demo, enregistrée sous le label Eimsbush, contient huit pistes et a un tirage très limité. La dernière personne étant disposée à vendre la sienne, l'a fait sur eBay l'année dernière pour environ 500 euros (soit environ 570 dollars). Le premier album du groupe, Deluxe Soundsystem, atteint en avril 2000, la quatrième place des classements allemands sans s'y attendre, et en vend plus de 100 000 albums. Après une grosse tournée et quelques scènes à des festivals tels que Splash (le plus grand festival d'Europe de hip-hop et de reggae) et Flash, Samy Deluxe se sépare du groupe. La formation de Dynamite Deluxe se dissout petit à petit puisque DJ Dynamite quitte le groupe. Plus tard, Samy et Tropf continuent ensemble la musique sous le nom de Samy Deluxe.
En 2001, sort l'album Samy Deluxe. C'est grâce à cet album, que Samy Deluxe a pu appartenir de façon absolue aux grands noms du Hip-Hop allemand, et ceci même au niveau international. En 2003, il apparaît dans un projet en commun avec Afrob (un rappeur de Stuttgart qu'il connaît déjà), l'album Wer Hätte Das Gedacht et pour cette nouvelle collaboration était choisi le nom de ASD. Quelque temps plus tard, pour le prochain album Samy Deluxe s'entoure de producteurs américains. En août 2004, sort un album solo Verdammtnochma!. En outre, cet album atteint d'emblée la deuxième place des ventes d'albums allemands et est resté pendant trois semaines dans le top 10. La même année, avec la chanteuse américaine Christina Milian, il interprète la chanson Dip It Low, qui est un vrai succès commercial. 
Samy Deluxe est l'un des rappeurs allemands à un succès commercial et propriétaire du label Deluxe Records. Avec beaucoup d'autres collègues musiciens, surtout d'origine africaine, il a publié jusqu'à présent, les albums Culture Light (2001) et I Am My Brother's Keeper (2005), pour attirer l'attention sur des inconvénients par rapport à l'étranger et sur l'extrême-droite. En outre, Samy Deluxe s'engage dans la lutte contre le Sida. De ce fait, il a tourné un spot publicitaire pour la journée contre sida dans le monde en 2006, avec le slogan : Gemeinsam gegen Aids, qui signifie « Ensemble contre le SIDA ». Et en 2007, il s'est de nouveau engagé pour la journée mondiale contre le SISA avec un spot télévisé.
En février 2005, il représente son land d'origine, Hambourg, lors du Bundesvision Song Contest initié par Stefan Raab. Là, il a pu atteindre la neuvième place.

### Mixtapes et Dynamite Deluxe (2005–2008)
En 2006, Samy Deluxe crée avec Reebok une chaussure de sport et une casquette avec New Era. En plus de cela, le 22 décembre 2006, il sort la mixtape Deluxe von Kopf bis Fuß,, sur sa pochette il porte les vêtements qu'il a lui-même conçus. Puis en 2007, deux autres chaussures de sport sont créées et cela toujours en collaboration avec Reebok. 
Samy Deluxe assiste en 2007 à plusieurs émissions télévisées, dont le talk-show politique de Sabine Christiansen, dans laquelle il discute sur la situation des jeunes et de leur rapport avec la génération antérieure. En outre, il créait un projet au nom de Cross-over avec des jeunes élèves, dans lequel Samy Deluxe proposait différentes activités, en faisant de la musique avec eux et un basketteur leur apprenait le basket-ball pour encourager à l'intégration des élèves des écoles et des couches sociales différentes. Été 2007, Samy Deluxe fait encore une fois preuve de son engagement social en participant au Live Earth. Le 24 août 2007, il sort un album compilation intitulé Lebende Legende en collaboration avec le DJ Mixwell. Le 25 janvier 2008, il sort un album avec Dynamite Deluxe, TNT, qui se trouve à la cinquième place du classement du hit-parade allemand.

### Samy Deluxe et Herr Sorge (depuis 2009)

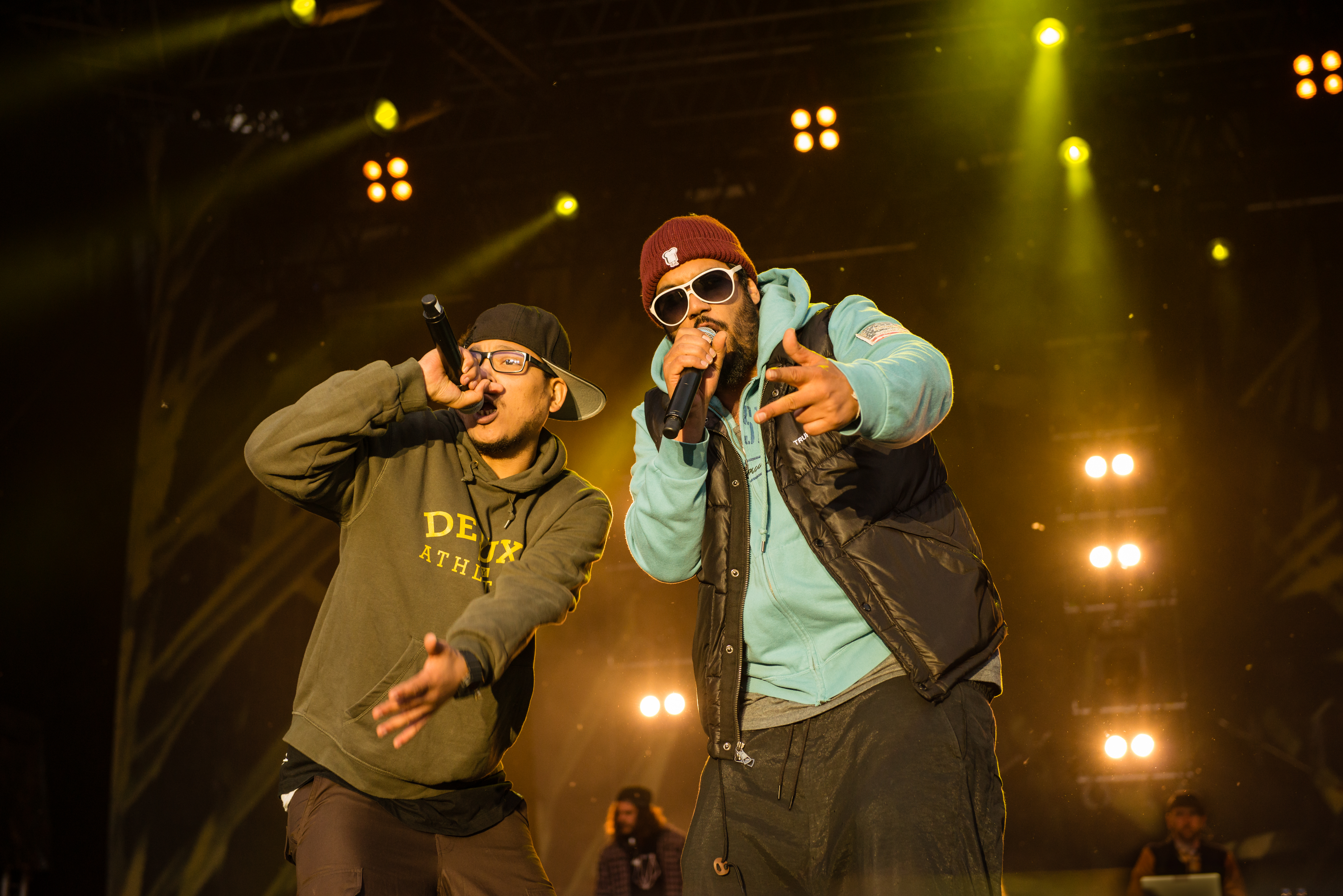
Samy Deluxe au Ruhr Reggae Summer 2014.

En 2009, Samy Deluxe publie son troisième album studio, Dis Wo Ich Herkomm, qui atteint la troisième place des classements musicaux allemands. Dans le documentaire Afro.Germany - Being black and German, il explique à la journaliste Jana Pareigis qu'il a composé le titre Superheld, contenu dans cet album, pour son fils, après un constat sur le manque de super-héros noirs auxquels il aurait pu s'identifier.
La même année, il publie sa mixtape Der letzte Tanz. En 2010 sort aussi une version live de Dis Wo Ich Herkomm.
Le 16 juin 2011, Samy annonce sur son site web son nouvel album studio SchwarzWeiss, publié le 29 juillet 2011. Le premier single de l'album s'intitule Hände Hoch, publié en téléchargement le 16 juin 2011. Le 1er août 2011, le premier single, Poesie Album atteint la 63e du top 100. SchwarzWeiss atteint, lui, la première place des charts allemands le 8 août 2011. En 2014, il est certifié disque d'or. Dans l'édition de septembre-octobre 2011 de la revue Juice (numéro 138) se trouve Juice Exclusive EP de Samy Deluxe intitulé Baus Kingskis Late Night Sessions, contenant un total de 10 titres. À la fin de 2012, Samy Deluxe emprunte le pseudonyme de Herr Sorge et publie l'album Verschwörungstheorien mit schönen Melodien, qui se caractérise par un grand nombre de chants et de son usage de l'Auto-Tune.
En 2014, il publie l'album Männlich. En avril 2016, il publie son nouvel album, Berühmte letzte Worte,.

## Style musical
Samy est connu pour ses compétences de freestyle. Même ses plus grands adversaires ont admis qu'il est l'un des meilleurs freestylers en Allemagne. Audacieux et éloquent, à ses débuts Samy choisit un style agressif, fondé sur l'utilisation imaginative des métaphores, des rimes et ses propres mélodies. De ce fait, il est souvent appelé le Jay-Z allemand. Au lieu de raconter de longues histoires, il préfère créer des images en constante évolution. Mais les critiques jugent que sa production a un contenu limité et des sujets répétitifs.

## Vie privée
Samy Deluxe se marie en 2001 avec la chanteuse de soul/RnB, Brooke Russell. Ils ont eu un enfant, Elijah Malik. Ils vivent séparés depuis quelques années.

## Distinctions
- 2001 : Viva Comet, dans la catégorie « Hip-hop national »
- 2001 : MTV Music Awards, en tant que « Meilleur artiste allemand »
- 2001 : Bravo Otto en or, dans la catégorie « Hip-hop national »
- 2002 : Disque d'or, pour l'album « Samy Deluxe »
- 2002 : Echo, dans la catégorie « Hip-hop, RnB National »
- 2004 : Bravo Otto en bronze, dans la catégorie « Hip-hop national »
- 2005 : Bravo Otto en bronze, dans la catégorie « Hip-hop national »
- 2006 : Hip Hop.de Award dans la catégorie « Meilleure mixtape » pour Big Baus of the nauf
- 2007 : Jam FM Rapublik premier prix, dans la catégorie « Meilleur label »
- 2007 : MZEE Award, dans la catégorie « Meilleur label »

## Discographie

### Albums studio
- 2001 : Samy Deluxe
- 2004 : Verdammtnochma!
- 2009 : Dis wo ich herkomm
- 2011 : SchwarzWeiss
- 2012 : Verschwörungstheorien mit schönen Melodien (sous Herr Sorge)
- 2014 : Männlich
- 2016 : Berühmte letzte Worte

### Albums collaboratifs
- 2000 : Deluxe Soundsystem	(avec Dynamite Deluxe)
- 2003 : Wer hätte das Gedacht? (avec Afrob)
- 2008 : TNT (avec Dynamite Deluxe)
- 2015 : Blockbasta (avec Afrob)

### Démo
- 1997 : Dynamite Deluxe - Dynamite Deluxe Demo

### Singles
- 1997 : Deluxe Stylee (avec Dynamite Deluxe)
- 1998 : Pures Gift (avec Dynamite Deluxe)
- 1999 : Samy Deluxe / MCees (avec Dynamite Deluxe)
- 1999 : Füchse (Absolute Beginner feat. Samy Deluxe) (Foxes)
- 2000 : Ladies & Gentleman (avec Dynamite Deluxe)
- 2000 : Wie Jetzt? (avec Dynamite Deluxe)
- 2001 : Hab Gehört...
- 2001 : Internetional Love
- 2001 : Weck mich auf
- 2001 : Fire (avec D-Flame)
- 2001 : Rache ist süss
- 2001 : Sellout Samy
- 2003 : Sneak Preview'' (avec ASD)
- 2003 : Sag Mir Wo Die Party Ist! (avec ASD)
- 2003 : Hey Du (Nimm Dir Zeit) (avec ASD)
- 2004 : OK! (Melbeatz feat. Kool Savas & Samy Deluxe)
- 2004 : Zurück
- 2004 : Dip it Low (Remix) (Christina Milian feat. Samy Deluxe)
- 2004 : Warum
- 2005 : Generation EP
- 2005 : Let's Go
- 2008 : Dynamit! (avec Dynamite Deluxe)
- 2008 : Alles bleibt anders (avec Dynamite Deluxe feat. Jan Delay)